# Vịt cát
Vịt cát (danh pháp khoa học: Mergus merganser) là một loài chim trong họ Vịt.

## Phân loại học

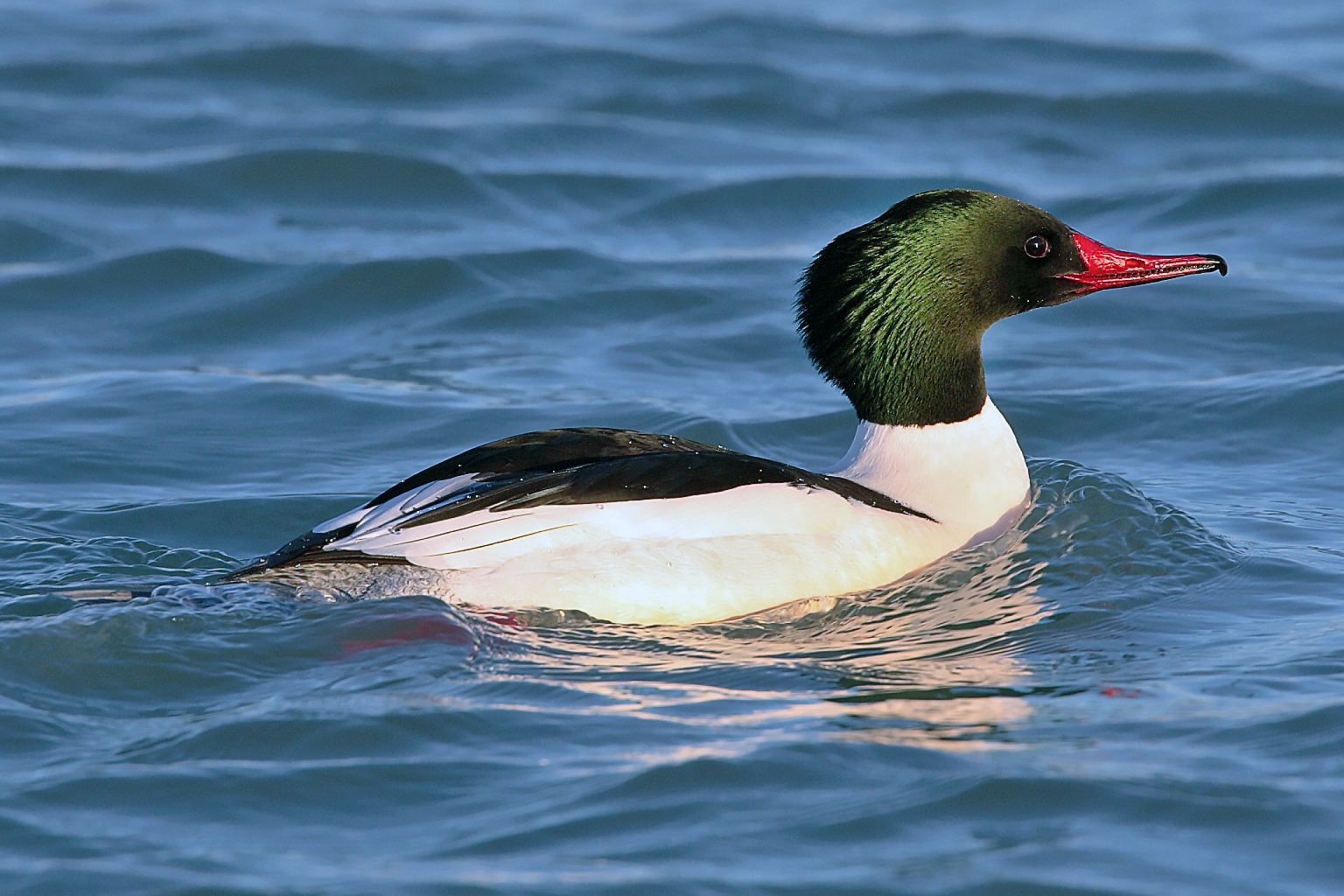
Male Mergus merganser americanus

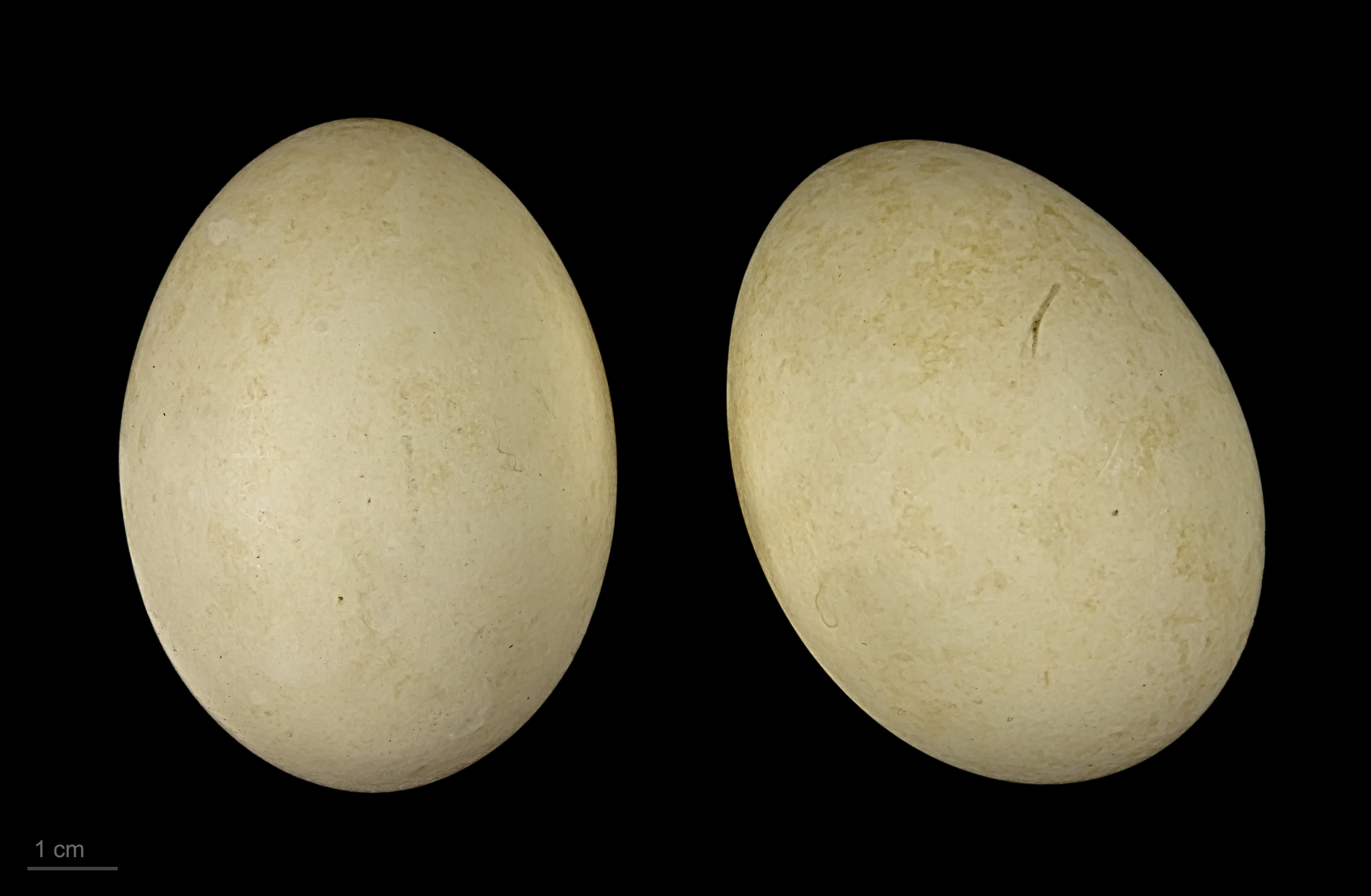
Mergus merganser

Loài này có 3 phân loài, chỉ khác nhau ở 1 điểm nhỏ:
- M. m. merganser Linnaeus, 1758. Phân bố khắp Bắc Âu và Bắc Á.
- M. m. orientalis Gould, 1845 (syn. M. m. comatus Salvadori, 1895). Vùng núi Trung Án. Hơi lớn hơn M. m. merganser, với đuội mảnh hơn.
- M. m. americanus Cassin, 1852. Bắc Mỹ. Đuôi có đế rộng hơn của M. m. merganser,và có sọc đen vắt qua cách trong màu trắng ở con đực (chỉ thấy khi bay.